# Picture Me: A Model's Diary
Picture Me: A Model's Diary è un film del 2009 diretto da Ole Schell e Sara Ziff.

## Trama
Ole Schell segue la modella Sara Ziff per diversi anni, documentando la sua ascesa nel mondo dell'alta moda. Il documentario mostra le riprese effettuate dietro le quinte delle sfilate, dei servizi fotografici e delle feste di New York, Milano e Parigi, facendo venire così a galla una realtà raccapricciante, ben diversa da quella che viene presentata al pubblico.

## Riconoscimenti
- 2009 - Milan International Film Festival
  - Premio del pubblico